# Masakuni Yamamoto
Masakuni Yamamoto (jap. 山本昌邦 Yamamoto Masakuni; ur. 4 kwietnia 1958 roku w prefekturze Shizuoka) – były japoński piłkarz i trener, reprezentant kraju.

## Kariera klubowa
Od 1981 do 1987 roku występował w klubie Yamaha Motors.

## Kariera reprezentacyjna
W reprezentacji Japonii zadebiutował w 1980. W reprezentacji Japonii występował w latach 1980-1981. W sumie w reprezentacji wystąpił w 4 spotkaniach.

## Statystyki
| Reprezentacja Japonii | Reprezentacja Japonii | Reprezentacja Japonii |
| Rok                   | Mecze                 | Gole                  |
| --------------------- | --------------------- | --------------------- |
| 1980                  | 2                     | 0                     |
| 1981                  | 2                     | 0                     |
| Razem                 | 4                     | 0                     |

## Osiągnięcia
- Puchar Cesarza: 1982